# Alonzo J. Edgerton
Alonzo Jay Edgerton (Rome, 1827. június 7. – Sioux Falls, 1896. augusztus 9.) az Amerikai Egyesült Államok szenátora (Minnesota, 1881).